# Axel Michaels

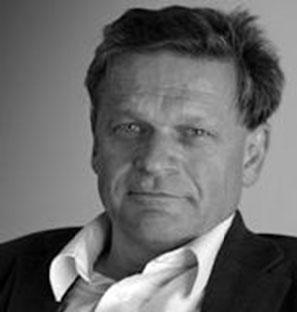
Axel Michaels, im Januar 2013

Axel Michaels (* 26. Mai 1949 in Hamburg) ist ein deutscher Indologe und Religionswissenschaftler. Seit 1996 ist er Professor für Klassische Indologie am Südasien-Institut der Ruprecht-Karls-Universität Heidelberg.

## Leben und Wirken
Michaels unterbrach 1970 sein Jurastudium für eine Indienreise, auf der er die Faszination für dieses Land entdeckte. Daraufhin studierte er Indologie und Philosophie in Benares und Hamburg. Nach der Promotion in Hamburg (1978) arbeitete er am Museum für Völkerkunde Hamburg und an der Universität Münster. 1980 wechselte er an die Christian-Albrechts-Universität zu Kiel, wo er sich 1991 habilitierte. Zwischenzeitlich war er zwei Jahre Direktor des Nepal Research Centre in Kathmandu (1981–1983) und absolvierte als Spalding Visiting Fellow einen Auslandsaufenthalt am Wolfson College in Oxford (1986).
Von 1992 bis 1996 war Michaels Ordinarius für Religionswissenschaft an der Universität Bern. Seit 1996 ist er Ordinarius für Klassische Indologie an der Universität Heidelberg. Dort übernahm er die Professur für Klassische Indologie am Südasien-Institut Heidelberg, an dem er die Abteilung „Kultur- und Religionsgeschichte Südasiens“ leitete.
Von 2002 bis 2013 war Michaels Sprecher des Sonderforschungsbereichs „Ritualdynamik“ an der Universität Heidelberg. 2007 war er Co-Direktor sowie später Direktor des Exzellenzclusters „Asien und Europa im globalen Kontext“ an der Universität Heidelberg (2008–2017). Daneben war er mit Barbara Mittler Gründungsdirektor des „Heidelberger Centrum für Transkulturelle Studien“ (HCTS), das als nachhaltige Einrichtung des Exzellenzclusters 2012 gegründet wurde, und Kodirektor des 2019 eröffneten „Centre for Asian and Transcultural Studies“ (CATS, 2014–2019).
Seit 2006 ist er ordentliches Mitglied der Heidelberger Akademie der Wissenschaften, für die er von 2016 bis 2020 als Vizepräsident fungierte und wo er seit 2014 das Forschungsprojekt „Religions- und rechtsgeschichtliche Quellen des vormodernen Nepal“ leitet. Seit 2012 ist Axel Michaels Mitglied des Wissenschaftlichen Beirats der Universität Heidelberg. 2015 wurde er mit dem Lautenschläger-Forschungspreis, dem höchstdotierten Forschungspreis eines privaten Stifters in Deutschland, und  mit dem Höffmann-Preis für interkulturelle Kommunikation der Universität Vechta ausgezeichnet.
Nach seiner Emeritierung wurde Axel Michaels im Oktober 2016 zum Seniorprofessor ernannt, um seine Forschungsarbeiten am Südasien-Institut und am Exzellenzcluster „Asien und Europa im globalen Kontext“ fortzuführen. Seit 2020 ist er Kuratoriumsvorsitzender der von Portheim-Stiftung.

## Forschungsschwerpunkte
In seinen Arbeiten zur Kultur- und Religionsgeschichte Südasiens verbindet Michaels Textstudien und ethnographische Forschung. Zu seinen Arbeitsschwerpunkten gehören Praxis und Geschichte des Hinduismus in Indien und die Religionen Nepals, insbesondere die dortigen Rituale und Feste. Dazu befasst er sich mit der Sakraltopographie und Sakralgeographie von Varanasi (Banaras) sowie der hinduistischen Askese, mit altindischem Recht und der Rechtsliteratur im vormodernen Nepal.

## Auszeichnungen und Mitgliedschaften
- Höffmann-Preis für interkulturelle Kommunikation der Universität Vechta (2015)
- Manfred-Lautenschläger-Forschungspreis (2015)
- Mitglied der Heidelberger Akademie der Wissenschaften (seit 2006)
- Landeslehrpreis Baden-Württemberg (2004)
- Heisenberg Fellowship von der DFG (1990)
- Spalding Visiting Fellow am Wolfson College, Oxford (1986)
- Doktorandenstipendium der Stadt Hamburg (1978–79)

## Schriften
Neben der Autorenschaft seiner eigenen Werke ist Michaels Herausgeber oder Mitherausgeber einer Vielzahl von Schriften.
(Auswahl)
- Mitherausgeber der Heidelberg Studies in Transculturality – An Open Access Book Series (Heidelberg University Publishing)
- Buchreihe Ethno-Indology (Harrassowitz, 2005–)
- Mitherausgabe der Studia Religiosa Helvetica und des Journal of the Nepal Research Centre (1994–2000)
- Mitherausgabe der Buchreihe Transcultural Research – Heidelberg Studies on Asia and Europe in a Global Context”
- Mitherausgabe des European Bulletin of Himalayan Research (London, Paris, Heidelberg)

Monographien (Auswahl)
- 2023 Die Autonomie des Rituals. Eine transkulturelle Perspektive. Stuttgart: Kröner 2023, ISBN 978-3-520-90012-8.
- 2018 Kultur und Geschichte Nepals. Stuttgart: Kröner.
- 2017 Nepal in der Welt – Abschiedsvorlesung gehalten am 20. Juli 2016. Heidelberg: Eigenverlag, 2017 (engl. „Nepal in the World“, South Asia Institute Papers 01/2018: http://www.sai.uni-heidelberg.de/sai-paper/pdf/sai-paper4.pdf).
- 2017 (mit Govinda Tandon) Paśupatikṣetra – A Historical Inventory. Kathmandu: Himal Books (Himalayan Traditions and Culture Series; 12).
- 2016 Homo ritualis. Hindu Rituals and its Significance for Ritual Theory. Oxford, New York: Oxford University Press.
- 2016 (mit Manik Bajracharya und Niels Gutschow) Nepālikabhūpa-Vaṃśāvalī: History of the Kings of Nepal – A Buddhist Chronicle. Kathmandu: Himal Books, 2016. – vol. 1: Manik Bajracharya and Axel Michaels, Introduction and Translation; vol. 2: Manik Bajracharya and Axel Michaels, Edition; vol. 3: Niels Gutschow, Maps and Illustrations.
- 2012 (mit Niels Gutschow) Getting Married – Hindu and Buddhist Marriage Rituals among Newars of Bhaktapur and Patan, Nepal. With a Film on DVD by Christian Bau. Wiesbaden: Harrassowitz Verlag (Ethno-Indology; 12).
- 2012 Der Hinduismus. Geschichte und Gegenwart. München: C.H. Beck Verlag, 3. Aufl. 2010 (1. Aufl. 1998, 2. Aufl. 2006).

Herausgegebene Bücher (Auswahl)
- 2020 (mit Christoph Wulf): Science and Scientification in South Asia and Europe. London and New York: Routledge, 2020.
- 2019 (mit Margareta Pavaloi): The Scholar’s Choice. Lieblingsstücke Heidelberger Wissenschaftler aus dem Völkerkundemuseum der J. und E. von Portheim-Stiftung. Heidelberg: heiUP, 2019.
- 2018 (mit Christoph Wulf): Reprint (“South Asia Edition”) of Images of the Body in India, London, New York, New Delhi: Routledge, 2011 (South Asian and European Perspectives on Rituals and Performances; 1).
- 2018 (mit Simon Cubelic und Astrid Zotter): Studies in Historical Documents from Nepal and India, Heidelberg: Heidelberg University Publishing, 2018 (Documenta Nepalica – Book Series, Band 1). doi:10.17885/heiup.331.454 (Digitalisat).
- 2014 (mit Christoph Wulf): Exploring the Senses. London, New York & New Delhi: Routledge (South Asian and European Perspectives on Rituals and Performances 3)
- 2013 (mit Christiane Brosius und Paula Schrode): Ritual und Ritualdynamik. Schlüsselbegriffe, Theorien, Diskussionen. Göttingen: Vandenhoeck & Ruprecht, 2013.
- 2013 (mit Ute Huesken): South Asian Festivals on the Move. Wiesbaden: Harrassowitz.
- 2013 (Ethno-Indology. Heidelberg Studies in South Asian Rituals; 13).
- 2012 (mit Christoph Wulf): Emotions in Rituals and Performance. London, London, New York, New Delhi: Routledge (South Asian and European Perspectives on Rituals and Performances 2).
- Buddha – Leben, Lehre, Legende. München: C.H. Beck (C.H. Beck – Wissen).
- 2010 Manus Gesetzbuch – aus dem Sanskrit übersetzt und herausgegeben unter Mitarbeit von Anand Mishra. Berlin: Verlag der Weltreligionen.
- 2008 (mit Niels Gutschow) Growing Up – Hindu and Buddhist Initiation Rituals among Newar Children in Bhaktapur, Nepal. With a Film on DVD by Christian Bau. Wiesbaden: Harrassowitz Verlag (Ethno-Indology 6).
- 2008 Śiva in Trouble – Festivals and Rituals at the Paśupatinātha Temple of Deopatan (Nepal). Oxford, New York: Oxford University Press.
- 2006 The Price of Purity: The Religious Judge in 19th Century Nepal. Containing the Edition and Translation of the Chapters on the Dharmādhikārin in Two (Mulukī) Ains. Torino: CESMEO, 2005 [erschienen/published 2006] (Comitato „Corpus Juris Sancriticum et fontes iuris Asiae Meridianae et Centralis“; vol. 6)
- 2006 (mit Ulrich Luz): Encountering Jesus & Buddha: Their Lives and Teachings. Translated by Linda M. Maloney. Minneapolis: Fortress, 2006 (Engl. Translation of 2002).
- 2005 (mit Ulrich Luz): Jesus oder Buddha. Leben und Lehre im Vergleich. Russ. Transl. Moskau: St. Andrew’s Biblical Theological College.
- 2005 (mit Niels Gutschow): Handling Death. The Dynamics of Death and Ancestor Rituals Among the Newars of Bhaktapur, Nepal. With Contributions by Johanna Buss and Nutan Sharma and a Film on DVD by Christian Bau. Wiesbaden: Harrassowitz Verlag (Ethno-Indology; 3).
- 2004 Die Kunst des einfachen Lebens. Eine Kulturgeschichte der Askese. München: C.H. Beck (Nachdruck von Kap. VI in Elke Weickelt, Einfachheit, Heidelberger Kunstverein, 2006 (Katalog)), ISBN 3-406-51107-4.
- 2004 Hinduism. Past and Present. Transl. (1998) by Barbara Harshaw. Princeton: Princeton University Press (Reprint: New Delhi: Orient Longman, 2005), ISBN 0-691-08952-3.
- 2002 (mit Ulrich Luz): Jesus oder Buddha. Leben und Lehre im Vergleich. München: C.H. Beck (Beck'sche Reihe 1462). (Russ. Transl. 2005, Engl. Transl. 2006)
- 1998 Der Hinduismus. Geschichte und Gegenwart. München: C.H. Beck Verlag (Engl. 2004, Ind. Ausg. 2005, Neuaufl. 2006).
- 1994 Reisen der Götter – Der nepalische Pashupatinatha-Tempel und sein rituelles Um-feld. 2 Pts. with: A. Michaels and G. Tandan with drawings by Harald Fritzenkötter, Pashupatikshetra – Maps of Deoptan. 424 und 104 S. Bonn: VGH Wissenschaftsverlag (Nepalica 6), ISBN 3-88280-043-7.
- 1993 (mit Niels Gutschow): Benares – Tempel und religiöses Leben in der heiligen Stadt der Hindus. 258 S. Köln: DuMont Buchverlag.  Nachdruck/Reprint (Auszug/Extract) in: Hubertus Halbfas, Hinduismus – Glaube, Geschichte Gegenwart. 32 Dias mit Begleitheft, Düsseldorf: Patmos Verlag, 1998, 67f.
- 1988 The Making of a Statue – Lost-wax Casting in Nepal. 78 S. Stuttgart: Franz Steiner Wiesbaden GmbH (Nepal Research Centre Publications 6) [erweiterte englische Fassung von C 1985b und 1986a].
- 1988 (mit Fabrizia Baldissera): Der Indische Tanz – Körpersprache in Vollendung. 210 S. Köln: DuMont Buchverlag (DuMont Dokumente).
- 1986 Ritual und Gesellschaft in Indien – Ein Essay. 142 S. Frankfurt am Main: Verlag Neue Kritik, ISBN 3-8015-0209-0.
- 1983 A Comprehensive Śulvasūtra Word Index. 60 S. Wiesbaden: Franz Steiner Verlag (Alt- und Neu-Indische Studien 24).
- 1978 Beweisverfahren in der vedischen Sakralgeometrie – Ein Beitrag zur Entstehungsgeschichte von Wissenschaft. xiv, 210 S. Wiesbaden: Franz Steiner Verlag (Alt- und Neu-Indische Studien 20), ISBN 3-515-02978-8.